# Heminothrus brevisetosus
Heminothrus brevisetosus är en kvalsterart som först beskrevs av Lee 1985.  Heminothrus brevisetosus ingår i släktet Heminothrus och familjen Camisiidae. Inga underarter finns listade i Catalogue of Life.